# Opioide
Opioide (von altgriechisch ὄπιον ópion [ˈɔpiɔn], deutsch ‚Mohnsaft, Opium‘, und mittelgriechisch εἶδος eidos [ˈiðɔs], deutsch ‚Gestalt‘; also ‚dem Opium Ähnliche‘) ist ein Sammelbegriff für eine chemisch heterogene Gruppe natürlicher und synthetischer sowie semisynthetischer Substanzen, die morphinartige Eigenschaften aufweisen und an Opioidrezeptoren wirksam sind. Der Begriff Opiat steht hingegen nur für die natürlicherweise im Opium vorkommenden Stoffe mit dieser Wirkung, die chemisch Alkaloide darstellen und aus dem Schlafmohn (Papaver somniferum) gewonnen werden.
Man unterscheidet körpereigene (endogene) Opioide, die eine Rolle bei der Schmerzunterdrückung im Rahmen der Stressreaktion spielen, von therapeutisch oder missbräuchlich zugeführten (exogenen) Opioiden.
Das Wirkspektrum von Opioiden ist komplex und sehr unterschiedlich. Die wichtigste Wirkung ist eine starke Schmerzlinderung (Analgesie) bei geringen kardiovaskulären Nebenwirkungen (bzw. zu nur geringen Kreislaufeffekten bei gesunden Probanden), was Opioide, genannt dann auch Opioid-Analgetika, zu unverzichtbaren und vielgenutzten Arzneimitteln in der Schmerztherapie, Anästhesie und anderen Einsatzbereichen macht. Unter den vielfältigen weiteren Wirkungen sind Sedierung und ein häufig euphorisierender Effekt zu nennen; ebenfalls sehr häufig sind Obstipation (Verstopfung), Vigilanzminderung sowie Abhängigkeit. Auch kann es vor allem durch Überdosierung oder Wechselwirkungen zu Atemdepression kommen.

## Geschichte
Friedrich Sertürner isolierte im Jahr 1804 Morphin aus Opium, wobei diese Entdeckung erst ab 1817 die gebührende Popularität erlangte. Ab 1827 vermarktete Emanuel Merck Morphin, und wenig später Codein, im größeren Maßstab über sein Pharmaceutisch-chemisches Novitäten-Cabinet. Die Erfindung und Popularisierung der Injektionsspritze Mitte des 19. Jahrhunderts trug im Laufe der Zeit wesentlich zur Verbreitung der Opiate bei. In den größeren Kriegen jener Zeit, wie dem Sezessionskrieg, kam Morphin im großen Maßstab zur Verletztenversorgung zum Einsatz. Charles Wright stellte 1873 die ersten partialsynthetischen Opioide mittels Veresterung her, darunter das Diacetylmorphin. Dieses wurde von der in Wuppertal-Elberfeld ansässigen Firma Bayer ab 1898 unter dem Markennamen Heroin in Tablettenform als „nicht-süchtigmachendes“ Schmerzlinderungsmittel verkauft. Im Jahr 1907 betrug die Jahresproduktion 920 Kilogramm, exportiert wurde es in 23 verschiedene Länder. Es folgte eine Zeit, in der nach explorativem Forschungsansatz, begleitet von der Hoffnung, Verbindungen mit verbesserter therapeutischer Breite zu finden, Opiate mit anspruchsvolleren Syntheseoperationen derivatisiert und pharmakologisch untersucht wurden. Dihydromorphin, das durch Hydrierung von Morphin erhalten wird, wurde kurz nach 1900 unter dem Namen Paramorfan als Analgetikum eingesetzt. Das von der Firma Knoll 1920 patentierte Desomorphin wurde erst später von Roche vertrieben. Hydromorphon wurde 1923 patentiert und ab 1926 als Dilaudid vermarktet. Im Jahr 1921 isolierte Ellen Field das Indolalkaloid Mitragynin aus den Blättern des in den Tropen Südostasiens beheimateten Kratombaumes (Mitragyna speciosa). Die ersten vollsynthetischen Opioide Pethidin und Methadon wurden im Deutschen Reich in der zweiten Hälfte der 1930er Jahre von Chemikern der Hoechster Farbwerke erschaffen. Pethidin wurde 1943 für den Verkauf zugelassen. Methadon wurde, von einer Zuteilung an die Wehrmacht zu Testzwecken abgesehen, erst nach dem Zweiten Weltkrieg als Arzneistoff vertrieben. Eine systematischere Entwicklung synthetischer Opioidanalgetika wurde ab den 1950er Jahren maßgeblich vom Belgier Paul Janssen vorangetrieben und gipfelte 1960 in der Entdeckung des hochwirksamen Fentanyls. Ebenfalls Mitte der 1950er Jahre wurden in der Forschungsabteilung der Schweizer Ciba AG die analgetische Wirkung von Nitazenen entdeckt, von denen sich Etonitazen und Isotonitazen als hochpotent erwiesen. Ab 2019 erschienen Nitazene als neue synthetische Opioide am Rauschmittelmarkt. Das ebenfalls hochwirksame Etorphin, ein bedeutender Vertreter der Orvinole, wurde 1963 von Bentley und Hardy durch Diels-Alder-Reaktion aus Thebain synthetisiert. Durch seine hohe Wirkstärke zeigte es sich als eignet zur Immobilisierung von Großwildtieren, genauso wie das 1974 von Janssen Pharmaceutica entwickelte Carfentanyl, dessen analgetische Potenz das 10.000-fache von Morphin beträgt. Mit dem im Jahr 1991 entdeckten Remifentanilsäure-tertiärbutylester wurde die analgetische Potenz (gemäß Tail-Flick-Test an der Ratte) auf das 150.000-fache gesteigert.
Der Nachweis des μ-Opioidrezeptors im Säugetiergewebe im Jahr 1973 und die Aufklärung der Raumstrukturen dieses Rezeptors in den 2010er Jahren ermöglichen heute die in-silico-Gestaltung von Opioidanalgetika.

## Wirkungsweise
Die Gruppe der Opioide ist eine chemisch heterogene Untergruppe der Analgetika. Opioide wirken als Liganden (Bindungspartner) an der orthosterischen Bindungsstelle der nach ihnen benannten Rezeptoren. Diese Opioidrezeptoren befinden sich auf der Oberfläche von Nervenzellen und weiteren Zellen im ganzen Körper, sie kommen am häufigsten im Gehirn am Boden des vierten Ventrikels, in anderen Gehirnregionen und im Rückenmark vor. Sie sind zudem in der Peripherie, unter anderem im Darm, zu finden.
Opioide entfalten ihre analgetische Wirkung vorrangig im Zentralnervensystem. Ein Beispiel für ein Opioid mit ausschließlich peripherer Wirkung ist Loperamid, ein Mittel gegen Durchfall, das die Blut-Hirn-Schranke normalerweise nicht überwindet. Es bewirkt eine Verlangsamung der Darmperistaltik.

### Atypische Opioide
Eine große Anzahl von Opioidagonisten wie Morphin, Fentanyl und nahezu alle gegenwärtig (2020) eingesetzten opioid-analgetischen Arzneistoffe haben eine Bandbreite ausgeprägter, typischer Nebenwirkungen. Sie werden als Typika bezeichnet. Atypische Opioide sind Opioidanalgetika, welche ein bedeutend günstigeres Nebenwirkungsprofil als Typika haben. Der Begriff Atypika wird nicht immer ganz einheitlich verwendet, auch ist eine trennscharfe Einteilung schwierig. Beispiele für Atypika sind das Hauptalkaloid des Kratoms Mitragynin oder der besonders potente Metabolit Pseudoindoxylmitragynin. Atypika können eigene „Off-target“-Nebenwirkungen haben. Mitragynin etwa hemmt in hohen Dosen hERG-Kanäle. Die Ursachen der Nebenwirkungsarmut von Atypika sind nicht immer eindeutig bekannt, gleichwohl wurden in den letzten Jahrzehnten Erklärungs- und Entwicklungskonzepte erarbeitet.

### Perspektiven zur Entwicklung nebenwirkungsreduzierter Opioide
Da Opioide wichtige Therapeutika sind, aber mit problematischen Nebenwirkungen behaftet, gibt es ein Bedürfnis, diese durch optimierte Wirkstoffgestaltung zu reduzieren. Entsprechende Konzepte sind in Übersichtsarbeiten gründlich begutachtet worden.

### Rezeptoren
Mehrere unterschiedliche Typen und Subtypen der Opioidrezeptoren werden unterschieden:
| Typ                                   | Lokalisation             | Wirkung                                                        |
| ------------------------------------- | ------------------------ | -------------------------------------------------------------- |
| μ1 und μ2                             | Gehirn                   | Analgesie, Herz-Kreislauf-Wirkungen                            |
| μ2 (MOR bzw. OP3)                     | spinal, supraspinal      | Analgesie, Atemdepression, Euphorie, Magen-Darm-Wirkung, Sucht |
| μ                                     | peripher                 | Analgesie, Magen-Darm-Wirkung, Juckreiz                        |
| κ (Kappa) (KOR bzw. OP2)              | Gehirn, spinal           | Analgesie, Sedierung, Dysphorie                                |
| δ (Delta) (DOR bzw. OP1)              | Gehirn, spinal, peripher | Magen-Darm-Wirkung, modulierende Wirkung                       |
| bisher nicht identifizierter Rezeptor |                          | Miosis, Übelkeit, Erbrechen                                    |

Der σ-Rezeptor wird heute nicht mehr zu den Opioidrezeptoren gezählt, denn auch wenn manche Opioide eine agonistische Wirkung auf diesen aufweisen, binden weder endogene Opioide an diesem Rezeptor noch kann die Wirkung selektiver σ1-Liganden durch Naloxon/Naltrexon blockiert werden.

### Agonisten und Antagonisten

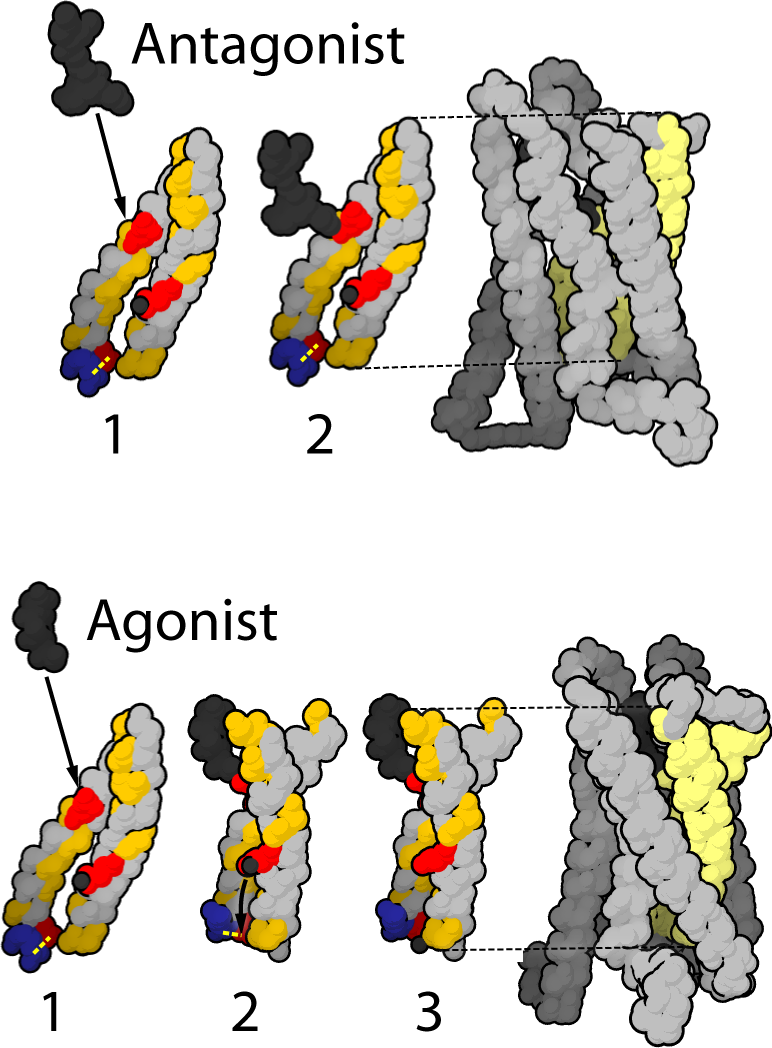
Konfomationsänderungen des μ-Rezeptors bei Ligandenbindung

Opioide binden gruppenspezifisch unterschiedlich stark an die verschiedenen Rezeptoren, wobei sie aktivierend (Agonisten) oder hemmend (Antagonisten) wirken können, wodurch ein komplexes Wirkmuster entsteht (multiple receptor theory). Vier Gruppen werden unterschieden:

#### Reine Agonisten
Reine Agonisten haben eine ausschließlich aktivierende Wirkung mit einer hohen Affinität (Bindungsstärke) und hoher intrinsischer Aktivität (Wirkstärke) zu μ-Rezeptoren sowie geringerer Affinität zu κ-Rezeptoren. Meptazinol bindet selektiv am μ1-Rezeptor und vermindert so bei Fortbestehen der analgetischen Wirkung die μ2-vermittelte Atemdepression. Die Wirkung dieser Stoffe lässt sich durch Antagonisten komplett aufheben. Die Kombination reiner Agonisten mit gemischten Agonisten-Antagonisten ist nicht zweckmäßig, da dadurch die Wirkung abgeschwächt wird. Die meisten in der Medizin eingesetzten Opioid-Pharmaka sind reine Agonisten, Beispiele sind Tramadol, Pethidin, Codein, Piritramid, Morphin, Levomethadon, Diethylthiambuten, Ketobemidon sowie die starken Analgetika Fentanyl, Alfentanil, Remifentanil und Sufentanil.

#### Gemischte Agonisten-Antagonisten
Gemischte Agonisten-Antagonisten bieten ein komplexes Wirkmuster. An μ-Rezeptoren sind sie Liganden mit einer hohen Affinität, jedoch sehr schwachen intrinsischen Aktivität, sodass eine antagonistische Wirkung resultiert. An κ-Rezeptoren hingegen sind Affinität und intrinsische Aktivität hoch (κ-Agonisten). Auch an δ-Rezeptoren wirken sie agonistisch. Im Gegensatz zu den reinen Agonisten erfolgt mit steigender Dosierung keine weitere Zunahme der Wirkungen (Ceiling-Effekt). Substanzen dieser Gruppe sind Pentazocin, Butorphanol, N-Naphthoyl-6β-naltrexamin und Nalbuphin, wobei aufgrund der Neigung zu Dysphorie, Halluzinationen, Desorientierung sowie Kreislaufstimulation (σ-Agonisten) die pharmakologische Bedeutung stark zurückgegangen ist.

#### Partialagonisten

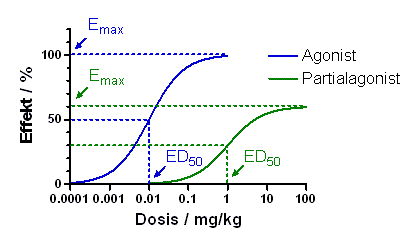
Dosis-Wirkungs-Kurve

Die einzige pharmakologisch relevante Substanz ist das Buprenorphin, das an μ-Rezeptoren eine sehr hohe Affinität, eine etwa 30-mal stärkere Aktivität und längere analgetische Wirkdauer (6 bis 8 Stunden) als Morphin aufweist. Es unterliegt ebenfalls einem Ceiling-Effekt, wobei dieser aber keine therapeutische Relevanz hat, sondern nur das Risiko einer Atemdepression senkt. Buprenorphin hat die längste Wirkdauer aller Opioide.

#### Reine Antagonisten
Reine Antagonisten wirken an allen Rezeptortypen als kompetitive Antagonisten, jedoch mit unterschiedlicher Affinität. Sie werden meist zur Aufhebung (Antagonisierung) von agonistischen Opioid-Wirkungen (Narkosebeendigung, Gegengift bei Intoxikation, Entwöhnungsbehandlung) eingesetzt. Eingesetzte Wirkstoffe sind Naloxon und Naltrexon.

### Weitere Vertreter
Weitere Beispiele für Opioide sind Acetorphin, Acetyl-α-methylfentanyl, Acetyldihydrocodein, Allylprodin, Etonitazen, Levomethorphan, Lofentanil, MDAN-21, PZM21 und Nicomorphin.

## Natürliche Opioide und Opiate

### Endogene Opioide
Die endogenen Opioide sind körpereigene Peptide, die im Rahmen der Stressantwort ausgeschüttet werden und zur akuten Schmerz- und Hungerunterdrückung dienen, jedoch auch mit den Sexualhormonen interagieren und an der Entstehung von Euphorie sowie der Regulation von gastrointestinaler Funktionen, Atmung, Thermoregulation und Immunreaktionen beteiligt sind. Sie werden bei Verletzungen, jedoch auch durch emotionale Stimuli und UV-Licht ausgeschüttet. Auch bei Übergewicht, psychischen Störungen, aber auch Opioidgabe ist ihre Sekretion verändert. Ein genaues Verständnis dieser komplexen Funktionen und Regulationsvorgänge fehlt bisher.
Die endogenen Opioide lassen sich in drei Gruppen einteilen. Das Vorläuferpeptid der Endorphine ist das Proopiomelanocortin (POMC), woraus die Endorphine α, β und γ hervorgehen. Aus der Gruppe der Enkephaline sind die Varianten Met-Enkephalin, Leu-Enkephalin und Met-Arg-Phe-Enkephalin, die sich durch die N-terminalen Aminosäuren unterscheiden. Die Dynorphine unterteilen sich in Dynorphin A und B sowie α- und β-Neoendorphin.
Die endogenen Opioide (Neuropeptide) werden bei Säugetieren in Hypothalamus und Hypophyse produziert und unterscheiden sich in Verteilung und Rezeptoraffinität.

### Opiate/Opium-Alkaloide
Als Opiate werden natürliche Substanzen, die im Opium vorkommen, bezeichnet. Das Opium, das aus Schlafmohn (Papaver somniferum) gewonnen wird, besteht zu etwa 25 % aus diesen Alkaloiden. Die wichtigsten Stoffe sind Morphin (10 %), Codein (0,5 %) und Thebain (0,2 %) aus der Gruppe der Phenantrane sowie das Isochinolinderivat Noscapin (6 %), Papaverin (0,8 bis 1 %) und Narcein (0,3 %), die Benzylisochinoline sind.

### Kratom-Alkaloide
Die Blätter des Kratombaums (Mitragyna speciosa) enthalten die opioiden Alkaloide Mitragynin und 7-Hydroxymitragynin.
In geringerer Konzentration finden sich diese Alkaloide auch in anderen Vertretern der Gattung Mitragyna.

### Akuamma
Die Samen des afrikanischen Akuamma-Baumes (Picralima nitida) enthalten das Opioid Akuammin, welches strukturähnlich zu den Kratomalkaloiden ist.

## Eckdaten gebräuchlicher Opioide
| Name                                        | relative Potenz | minimale Wirkdauer                  | Klassifikation                                                            | Anmerkungen                                                                                                 | Betäubungsmittelrechtliche Einordnung (Deutschland) |
| ------------------------------------------- | --------------- | ----------------------------------- | ------------------------------------------------------------------------- | --- | --- |
| Carfentanyl                                 | 10000           | ?                                   | Agonist                                                                   | Agonist, zur Betäubung großer Tiere                                                                         | Stärkstes veterinärmedizinisches Analgetikum, BtMG |
| Dihydroetorphin                             | <10000          | ?                                   | Agonist                                                                   | Agonist, findet Verwendung in China                                                                         | |
| Ohmefentanyl                                | 6300            | ?                                   | Agonist                                                                   | Agonist | |
| Etorphin                                    | 2000            | ?                                   | Agonist                                                                   | Agonist | |
| Sufentanil                                  | ≈1000           | 30 min                              | Agonist                                                                   | Stärkstes humanmedizinisches Analgetikum                                                                    | verschreibungsfähiges Betäubungsmittel (BtM) |
| Remifentanil                                | ≈100–200        | 8–10 min                            | Agonist                                                                   | Sehr kurze Halbwertszeit, deshalb sehr gut steuerbar. Vor allem im Rahmen der TIVA eingesetzt.              | verschreibungsfähiges BtM |
| Fentanyl                                    | 120             | 30 min                              | Agonist                                                                   | transdermal anwendbar                                                                                       | verschreibungsfähiges BtM |
| Alfentanil                                  | 30–40           | 10 min                              | Agonist                                                                   | transdermal anwendbar                                                                                       | verschreibungsfähiges BtM |
| Buprenorphin                                | ≈30             | 6–8 h                               | partieller Agonist                                                        | wirkt bei alleiniger Gabe schmerzstillend, in Kombination mit Agonisten antagonistisch; Ceiling-Effekt      | verschreibungsfähiges BtM |
| Hydromorphon                                | 7,5             | 3–5 h (unretardiert)                | Agonist                                                                   | sedierende Wirkung ist im Vergleich zu Morphin deutlich geringer                                            | verschreibungsfähiges BtM |
| Levomethadon                                | 4               | 5–7 h                               | Agonist                                                                   | Kumulation und starke Halbwertszeiterhöhung bei täglicher Verabreichung.                                    | verschreibungsfähiges BtM |
| Diacetylmorphin (Heroin) / Diamorphin (DAM) | 2,5             | 3–4 h (Metabolite)                  | Agonist                                                                   | sehr hohes Abhängigkeitspotential                                                                           | ausschließlich zur Herstellung von Zubereitungen zu medizinischen Zwecken verkehrsfähiges BtM, ausschließlich zur Substitutionstherapie verschreibungsfähiges BtM                                                      |
| Methadon                                    | 2               | 5–7 h                               | Agonist                                                                   | siehe Levomethadon                                                                                          | verschreibungsfähiges BtM |
| Oxycodon                                    | 1,5–2           | 3,5–7 h (unretardiert)              | Agonist                                                                   | | verschreibungsfähiges BtM |
| Hydrocodon                                  | 1,5             | 4–8 h                               | Agonist                                                                   | | verschreibungsfähiges BtM |
| Morphin                                     | 1               | 2–4 h                               | Agonist                                                                   | Referenzsubstanz der Opioide, eigentlich ein Opiat                                                          | verschreibungsfähiges BtM |
| Piritramid                                  | 0,7             | 4–6 h                               | Agonist                                                                   | | verschreibungsfähiges BtM |
| Nalbuphin                                   | 0,5–0,7         | 3–6 h                               | gemischter Agonist-Antagonist                                             | | nicht betäubungsmittelrechtlich geregelt |
| Tapentadol                                  | 0,3–0,5         | 4 h (für unretardiertes Tapentadol) | Agonist am μ-Opioidrezeptor, selektiver Noradrenalin-Wiederaufnahmehemmer | | verschreibungsfähiges BtM |
| Pentazocin                                  | 0,3             | 2–4 h                               | gemischter Agonist-Antagonist                                             | | verschreibungsfähiges BtM |
| Dihydrocodein                               | 0,2             | 3–4 h                               | Agonist                                                                   | | verschreibungsfähiges BtM, ausgenommen sind Zubereitungen unterhalb einer festgelegten Dosisgrenze |
| Pethidin                                    | 0,1–0,2         | 2–4 h                               | Agonist                                                                   | | verschreibungsfähiges BtM |
| Tilidin                                     | 0,1–0,2         | 3–4 h                               | Agonist                                                                   | | trans-Tilidin: verschreibungsfähiges Betäubungsmittel, ausgenommen sind Zubereitungen unterhalb einer festgelegten Dosisgrenze und in Kombination mit Naloxon; cis-Tilidin: verkehrs-, aber nicht verschreibungsfähig. |
| Codein                                      | 0,1             | 4 h                                 | Agonist                                                                   | ein Opiat                                                                                                   | verschreibungsfähiges BtM, ausgenommen sind Zubereitungen unterhalb einer festgelegten Dosisgrenze |
| Meptazinol                                  | 0,1             | 3–4 h                               | my2-Agonist                                                               | | nicht betäubungsmittelrechtlich geregelt |
| Tramadol                                    | 0,1             | 4 h                                 | Agonist                                                                   | | nicht betäubungsmittelrechtlich geregelt |
| Naloxon                                     | gegen 0         | 1–4 h                               | reiner Antagonist                                                         | Wirkdauer gilt nur für intravenöse Gabe                                                                     | nicht betäubungsmittelrechtlich geregelt |
| Naltrexon                                   | gegen 0         | bis 24 h                            | reiner Antagonist                                                         | orale Gabe                                                                                                  | nicht betäubungsmittelrechtlich geregelt |
| Diprenorphin                                | gegen 0         | ? h                                 | reiner Antagonist                                                         | stärkster Opioid-Antagonist und somit auch bei hochpotenten Opioiden wie Buprenorphin oder Etorphin wirksam | nicht betäubungsmittelrechtlich geregelt |
| Loperamid                                   | gegen 0         |                                     |                                                                           | nur an peripheren Opioid-Rezeptoren wirksam, Behandlung des Durchfalls                                      | nicht betäubungsmittelrechtlich geregelt |
| Apomorphin                                  | gegen 0         |                                     |                                                                           | Brechmittel, an Dopamin-Rezeptoren der Area postrema                                                        | nicht betäubungsmittelrechtlich geregelt |

## Wirkungen

### Analgesie
Die Schmerzbekämpfung ist die gewünschte Wirkung beim Einsatz von Opioid-Analgetika. Sie wird hauptsächlich über die μ-Rezeptoren, insbesondere μ1, jedoch auch über κ vermittelt.
Die Wirkstärke der einzelnen Substanzen wird als analgetische Potenz bezeichnet, die relativ zu Morphin angegeben wird, dessen Wert als 1 festgelegt ist. Je höher die analgetische Potenz ist, desto niedriger ist die benötigte Dosis eines Pharmakons, um eine vergleichbare Analgesie herzustellen. Pharmakodynamisch kann die Potenz mit der Effektivdosis ED50 angegeben werden.

Die maximal erreichbare Analgesie besagt, dass bei niedrigpotenten Opioiden die analgetische Wirkung im Gegensatz zu hochpotenten Substanzen nur bis zu einer bestimmten Dosissteigerung zunimmt, eine weitere Erhöhung dann jedoch keine stärkere Analgesie bewirkt, jedoch eine Zunahme der unerwünschten Wirkungen. Pharmakodynamisch ist die maximal erreichbare Analgesie ein Maß der intrinsischen Aktivität eines Wirkstoffs. Diese Werte sind auch in hohem Maß genetisch bestimmt.
Opioid-Analgetika sind Bestandteil des WHO-Stufenschemas zur Therapie chronischer Schmerzen. Dieses sieht in der zweiten Stufe die Gabe eines niederpotenten Opioids zusätzlich zu einem nicht-Opioid-Analgetikum (erste Stufe), in der dritten Stufe die Anwendung einer hochpotenten Substanz vor. Daneben werden Opioid-Analgetika in vielen weiteren Bereichen der Medizin therapeutisch eingesetzt, so zur Narkoseeinleitung in der Anästhesie und vielen akuten schmerzassoziierten Erkrankungen und Verletzungen in der Notfall- und Intensivmedizin, die mit Nicht-Opioid-Schmerzmitteln nicht beherrscht werden können. Opioide sind oft in Sicherheitsblistern verpackt und nicht in regulären Durchdrückblistern. Dies dient der Prävention der versehentlichen Einnahme oder auch als Kindersicherung.
Zur Langzeittherapie chronischer, nicht-tumorbedingter Schmerzen sind Opioide nur eingeschränkt wirksam und nur unter Berücksichtigung der tatsächlichen Schmerzlinderung (erfassbar mittels einer visuellen Analogskala), der möglichen Nebenwirkungen auch der niedrigpotenteren Schmerzmedikamente und unter zusätzlichem Einsatz zusätzlicher schmerzlindernder Maßnahmen angezeigt (siehe auch Schmerztherapie).

### Atemdepression
Die Atemdepression ist eine schwerwiegende Nebenwirkung und der Hauptmortalitätsfaktor herkömmlicher Opioide. Sie ist direkt proportional zur analgetischen Potenz des Opioids. Atemfrequenz und Atemzugvolumen nehmen ab.
μ1-Opioidrezeptoren (MOR1) sind weit verbreitet im Netzwerk jener Hirnareale, die der Steuerung der Atmung und motorischen Kontrolle der oberen Atemwege, einschließlich der Funktion des Schluckens, dienen. Diese Areale sind sensibel für die opioidinduzierte Atemdepression (OIAD). Die für die OIAD bedeutendste Hirnstruktur ist der im Hirnstamm gelegene Prä-Bötzingerkomplex, der als inspirativer Rhythmusgenerator Kraft und Timing der Einatmung und den Ausdruck der aktiven Ausatmung bestimmt. Rund 70–140 glutamaterge Neuronen innerhalb dieses Komplexes sind verantwortlich für die wesentlichsten Merkmale der OIAD. Der parabrachiale Kern (Kölliker-Fuse-Komplex ) spielt bei der OIAD eine additive Rolle. Die G-Protein-Aktivierung der MOR1 in diesem Komplex und in weiteren Hirnregionen führt durch Kopplung an den postsynaptischen Effektor GIRK zur Hyperpolarisation betroffener Neuronen und damit zur Hemmung ihrer Erregbarkeit durch Transmitter wie Glutamat. Experimentell konnte durch genetische Auslöschung der MOR1 in den beiden genannten Arealen die Ausprägung einer Atemdepression, selbst gegenüber extremen Fentanyldosen, drastisch reduziert, insbesondere ein natürliches Atemrhythmusmuster aufrechterhalten werden. Toleranz in Bezug auf die Atemdepression entwickelt sich langsamer und schwächer als gegenüber der analgetischen Wirkung. Der parabrachiale Kern ist kein Objekt langfristiger opioiderger Toleranzentwicklung. Zur Entwicklung nebenwirkungsreduzierter Opioide werden mehrere Konzepte verfolgt, von denen es die funktionelle Selektivität  bis zur Marktreife geschafft hat. Für die Annahme indes, eine bevorzugte G-Protein Aktivierung (im Englischen „G protein biased agonism“) am MOR1 ginge mechanistisch ohne weiteres einher mit der Minderung der Atemdepression, fehlt der Beweis.
Indirekt hat die Atemdepression durch eine Vasodilatation (Gefäßweitstellung) auch eine Erhöhung des intrakraniellen Drucks (Hirndruck) zur Folge. Als milde Verlaufsform tritt eine Hypoventilation (verminderte Atmung) mit nur wenigen Atemzügen pro Minute auf. Typisch für diese ist, dass der Betroffene einer Aufforderung zum aktiven Atmen nachkommt (sogenannte Kommandoatmung). Bei höherer Dosierung kommt die Atmung zum Stillstand. Durch den Einsatz des Antagonisten Naloxon ist eine Atemdepression aufhebbar. Bei schmerzorientierter Gabe von Opioiden tritt in der Regel keine klinisch relevante Atemdepression auf, solange sich die Opioidgabe am Ausmaß der Schmerzreduktion orientiert und eine Überdosierung vermieden wird. Schmerz ist bezüglich Atemdepression ein Opioidantagonist.

### Atemnottherapie in der Palliativmedizin
Opioide können gerade in der Behandlung einer Dyspnoe als Folge fortgeschrittener Erkrankungen wie einer COPD zumindest im Terminalstadium einer Erkrankung verabreicht werden, sofern die Symptomlinderung und nicht die Beschleunigung des Sterbeprozesses angestrebt wird. Darüber hinaus sind Opioide auch zur Linderung einer anderweitig nicht zu behandelnden Atemnot von COPD-Patienten außerhalb eines Terminalstadiums hilfreich. Zum Einsatz kann z. B. Morphin mittels intravenöser oder subcutaner Injektion erfolgen, eine andere Möglichkeit ist die Gabe von nasal zu verabreichendem Fentanyl.

### Psychotrope Effekte
Eine Sedierung (Beruhigung) wird über κ-Rezeptoren bewirkt. Sie ist teilweise erwünscht (Narkose, Analgosedierung), teilweise unerwünscht (langfristige Schmerztherapie).
Auch bei hoher Dosierung von Opioid-Analgetika kommt es jedoch nicht zur sicheren Ausschaltung des Bewusstseins, so dass Opioide im Rahmen einer Allgemeinanästhesie (Narkose) mit inhalativen oder intravenösen Hypnotika im Allgemeinen kombiniert werden, um Wachheits-Phänomene (Awareness) zu vermeiden.
Opioide (im englischen Sprachraum auch narcotics genannt) haben weiterhin angstlösende und euphorisierende Effekte, die als verantwortlich für die psychische Komponente einer Opioid-Abhängigkeit angesehen werden. Daneben können über σ-Rezeptoren jedoch auch Dysphorie und Halluzinationen verursacht werden, was bei den gemischten Agonisten-Antagonisten eine Rolle spielt.

### Übelkeit und Erbrechen
Durch die Stimulation Dopamin-abhängiger Rezeptoren in der Triggerzone der Area postrema am Boden des IV. Ventrikels wird das Brechzentrum in der Formatio reticularis stimuliert und so Übelkeit und Erbrechen (emetische Wirkung) ausgelöst. Im Rahmen einer Narkose kann dies postoperativ auftreten (postoperative nausea and vomiting, PONV). Diese Wirkung kann durch Antiemetika gemildert werden. In höherer Dosierung dämpfen Opioide das Brechzentrum jedoch, so dass dann eine antiemetische (übelkeitsmindernde) Wirkung resultiert.
Das dem Morphin verwandte Apomorphin hat eine ausgeprägte Wirkung an den Dopamin-2-Rezeptoren der Area postrema. Es kann aus diesem Grund zum Auslösen von Erbrechen bei manchen Vergiftungen genutzt werden, ist jedoch in Deutschland für diese Indikation (beim Menschen) nicht mehr zugelassen.

### Obstipation
Spastische Obstipationen des Darms (Verstopfung) werden durch die Stimulierung von μ-Rezeptoren des Plexus myentericus der Darmwand mit einer Konstriktion der glatten Muskulatur bewirkt. Sie sind die relevanteste Nebenwirkung bei langfristiger Schmerzbehandlung und unterliegen nur einer geringen Toleranzentwicklung. Prophylaktisch kann die Gabe von Laktulose erfolgen.
Gewünscht ist die obstipierende Wirkung beim Einsatz des Morphin-Abkömmlings Loperamid, das als Antidiarrhoikum zur symptomatischen Therapie von schwerem Durchfall dient.

### Weitere Wirkungen
Weiter kommt es zu einer Konstriktion des Sphincter oddi, wodurch der Druck im Gallengangsystem erhöht wird, was zu kolikartigen Schmerzen führen kann. Daneben ist eine Sekretstauung des Pankreas und in der Folge eine Pankreatitis möglich.
Durch denselben Mechanismus treten Entleerungsstörungen der Harnblase mit Harnverhalt auf.
Durch die Dämpfung des Hustenzentrums kommt es zu einer antitussiven (hustenmildernden) Wirkung. (Selektiv ist diese auch für das nicht morphinähnliche Opiumalkaloid und Isochinolinderivat Noscapin beschrieben.) Diese Wirkung wird beim Antitussivum Codein und Derivaten genutzt. Bei der schnellen Injektion von hochpotenten synthetischen Opioiden wie Fentanyl bei der Narkoseeinleitung kann es initial jedoch zu einem Hustenreiz kommen.
Opioide bewirken eine zentrale Sympathikolyse (Aktivitätsminderung des sympathischen Nervensystems). Durch diese sowie eine Erhöhung der Aktivität des Nervus vagus sowie einer direkten Vasodilatation kommt es zu einem Abfall der Herzfrequenz (Bradykardie), des Blutdruckes (Hypotonie) sowie des Herzzeitvolumens. In therapeutisch üblicher Dosierung ist die Beeinträchtigung der Herz-Kreislauf-Funktion nur gering. Bei eingeschränkter Kreislaufregulation wie bei Volumenmangel (Schock), Narkose sowie unter Antihypertensiva (blutdrucksenkende Medikamente) ist jedoch ein krisenhafter Blutdruckabfall möglich. Bei der Therapie des akuten Myokardinfarktes (Herzinfarkt) und der akuten Linksherzinsuffizienz (Herzschwäche) nutzt man die kreislaufdämpfende Wirkung zur Entlastung der Herzfunktion und zur Senkung des myokardialen Sauerstoffverbrauchs.
Eine Miosis (Verengung der Pupille) wird durch die Stimulation des parasympathischen Edinger-Westphal-Kerns im Mittelhirn und die dadurch verursachte Kontraktion des Musculus sphincter pupillae ausgelöst. Beim Vorliegen einer Opioid-Vergiftung mit Sauerstoffmangel (s. u.) kann auch eine Mydriasis (Erweiterung der Pupille) auftreten.
Bolusinjektionen hochpotenter Opioide im Rahmen der Narkose können eine Muskelrigidität (Muskelsteifigkeit) auslösen, die vor allem Thorax (Brustkorb) und Abdomen (Bauch) betrifft (wooden chest), wodurch die Maskenbeatmung bei der Narkoseeinleitung erschwert wird. Der Mechanismus ist unklar. Besonders ausgeprägt ist diese unerwünschte Wirkung bei Alfentanil und Remifentanil. Im Rahmen der modernen Kombinationsnarkose spielt dieses Phänomen aufgrund der eingesetzten Muskelrelaxanzien nur noch eine untergeordnete Rolle.
Opioide können weiterhin Juckreiz (Pruritus) auslösen. Dies kommt durch eine Überlappung von Schmerz- und Juckreiz-assoziierten peripheren Mediatoren und Rezeptoren zustande.
Opioide sind keine Trigger für die maligne Hyperthermie und haben keine toxische (giftige) Wirkung auf Leber und Niere. Sie setzen Histamin frei.

## Intoxikation
Eine akute Intoxikation mit Opioiden kann im Rahmen einer Überdosierung bei Abhängigkeit, meist in Unkenntnis der Opioid-Konzentration sowie in suizidaler Absicht, akzidentiell (unabsichtlich), iatrogen (als Folge einer medizinischen Behandlung) oder auch bei einem Body-Packer-Syndrom bei Drogenkurieren vorkommen. Zudem ist bei gleichzeitiger Einnahme von Benzodiazepinen das Risiko einer Opioid-assoziierten Überdosierung bis zu fünfmal so hoch wie bei alleiniger Einnahme von Opioiden.
Die typische Symptomen-Trias der Opioid-Intoxikation besteht aus Atemdepression, nicht erweckbarem Koma und Miosis mit stecknadelkopfgroßen Pupillen. Bei tiefer Bewusstlosigkeit kann jedoch auch eine Mydriasis auftreten. Durch die insuffiziente Atmung besteht eine Hypoxie (Sauerstoffmangel) mit Zyanose, unter Umständen kann es zu einem Lungenödem kommen. Eventuell kann eine Cheyne-Stokes-Atmung beobachtet werden. Weiterhin tritt eine Kreislaufschwäche mit Bradykardie (Pulsverlangsamung) und Hypotension (Blutdruckabfall) ein. Der Muskeltonus ist herabgesetzt, die Reflexe sind abgeschwächt oder aufgehoben. Differenzialdiagnostisch kommt eine Vergiftung mit Clonidin in Betracht, deren Erscheinungsbild sehr ähnlich sein kann.
Die Therapie einer Opioid-Vergiftung ist primär symptomatisch und besteht in der Sicherung der Vitalfunktionen. Die wichtigste Maßnahme ist das Freihalten der Atemwege bei Ateminsuffizienz, falls erforderlich durch eine endotracheale Intubation und kontrollierte Beatmung mit Sauerstoff. Die Kreislaufinsuffizienz macht eine Schockbehandlung mit Volumengabe über großlumige Venenverweilkanülen erforderlich. Auftretende Krämpfe werden mit Benzodiazepinen behandelt.
Als spezifisches Antidot wird Naloxon eingesetzt, das als Antagonist an allen Opioid-Rezeptoren wirkt. Dieses wird in repetitiven Gaben bis zur deutlichen Besserung der klinischen Symptomatik eingesetzt (Titrationsantagonisierung). Vorsicht ist bei Abhängigen geboten, bei denen dadurch ein akutes Entzugssyndrom ausgelöst werden kann. Bei der Antagonisierung von länger wirksamen Opioiden kann es wegen der recht kurzen Halbwertszeit von Naloxon zu einem Rebound-Phänomen, der Remorphinisierung, kommen.
Laut Weltdrogenbericht 2017 sind Opioide im Zusammenhang mit illegalem Substanzmissbrauch die schädlichsten psychoaktiven Substanzen und weltweit für 70 % aller negativen Gesundheitsfolgen verantwortlich.

## Toleranz, Abhängigkeit und Entzug
Die Toleranzentwicklung (Gewöhnung) bei Opioiden bezeichnet die Wirkungsabschwächung und Verkürzung der Wirkdauer bei wiederholter Zufuhr, die durch eine Dosiserhöhung ausgeglichen wird. Es handelt sich um eine pharmakodynamische Toleranz, die hauptsächlich auf einer gesteigerten Enzymaktivität der intrazellulären Adenylatzyklase beruht.
Die Toleranzausbildung ist charakteristischerweise für die analgetische, euphorische und atemdepressive Wirkung schneller als für die spasmogenen peripheren Effekte und die Miosis. Bei endogenen Opioiden wird die Toleranzentwicklung durch eine Aufnahme und Aufarbeitung der Rezeptoren in die Zelle verhindert. Bei unterbrochener Opioidzufuhr kommt es zur Entzugssymptomatik, die auf einer vermehrten Freisetzung von Noradrenalin beruht. Die Entzugssymptomatik ist ein Diagnosekriterium für eine entstandene Abhängigkeit.
Ein Entzug von Opioiden kann im ambulanten oder stationären Bereich bzw. ohne ärztliche Hilfe als sog. „kalter Entzug“ oder mit „qualifizierten“ Methoden durchgeführt werden. Der Schweregrad des Opioidentzugssyndrom kann mittels verschiedener validierter Beurteilungsbögen erhoben werden und ist abhängig von mehreren Faktoren. Eine psychosoziale Betreuung, die im Übrigen auch ein begünstigender Faktor für einen erfolgreichen Entzug an und für sich ist, soll diesem folgen, da damit eine länger dauernde bzw. anhaltende Abstinenz erleichtert wird. Eine psychosoziale Betreuung wird auch für Personen, die sich in Substitutionsprogrammen befinden, gefordert. Letztere sind die anerkannte Therapie für eine Abhängigkeit von Opioiden, insbesondere der Heroin-Abhängigkeit.

## Rechtliche Aspekte
Den nationalen Gesetzen liegt das Einheitsabkommen über die Betäubungsmittel zugrunde, vormals Internationales Opiumabkommen.
In Deutschland wird die Verkehrsfähigkeit von Betäubungsmitteln durch das Betäubungsmittelgesetz (BtMG) geregelt; in der Schweiz (Betäubungsmittelgesetz) und Österreich (Suchtmittelgesetz) gelten entsprechende Gesetze. Opioide sind je nach Sucht- bzw. Missbrauchspotential entweder in allen Konzentrationen (siehe auch Übersichtstabelle), ab einer bestimmten Konzentration (Codein, Tilidin mit Naloxon, Dextropropoxyphen) oder aber überhaupt nicht (Tramadol und Nalbuphin) beschränkt.